# Замор рыбы
Замо́р ры́бы — массовая гибель рыбы от удушья в результате кислородного голодания (гипоксии), вызванного недостатком или полным отсутствием растворённого в воде кислорода. Обогащение воды кислородом обычно осуществляется двумя способами: захватом и растворением из окружающего воздуха (при помощи ветра и дождей), а также благодаря жизнедеятельности водорослей (фотосинтеза). Замору в той или иной степени подвержены практически все мелкие водоёмы, в которых отсутствует течение, а также водоёмы, подверженные эвтрофикации. Первыми гибнут виды рыб, более чувствительные к недостатку кислорода (лососёвые, осетровые, окунёвые), а также раки, моллюски (перловица, беззубка) и некоторые виды водяных клопов. Массовые отравления ядовитыми веществами замором не считаются.

## Разновидности

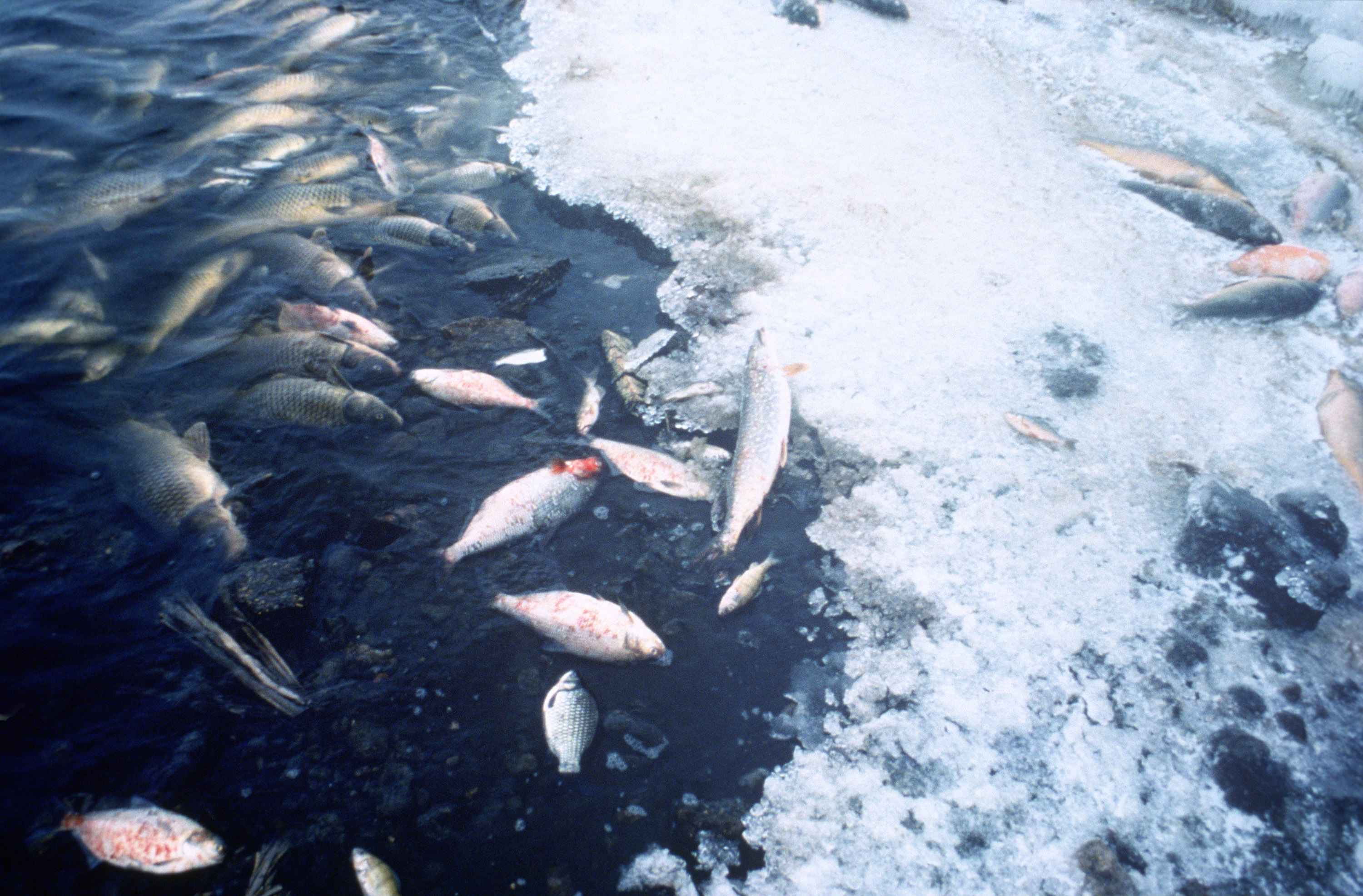
Зимний замор рыбы.

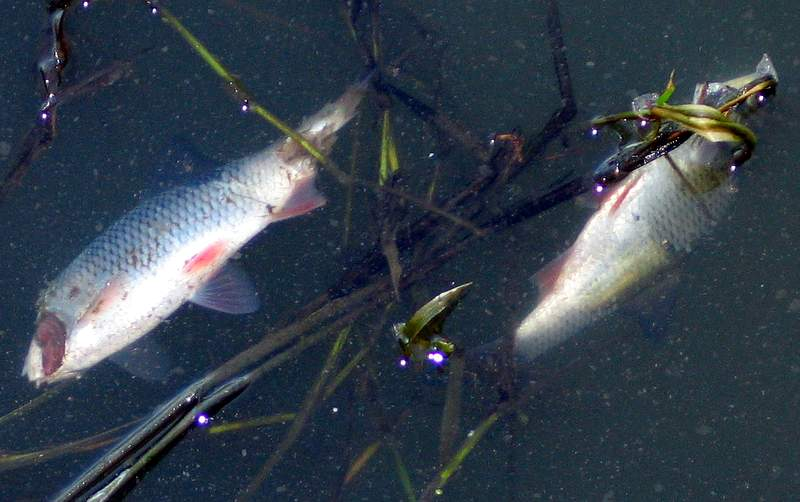
Летний замор рыбы

Различают несколько видов замора рыбы — зимний, летний и другие.
- Чаще замор происходит в зимний период (январь-апрель) и связан с продолжительными сильными морозами, которые способствуют замерзанию воды, заливающей все трещины ледяного панциря водоёма, что сопровождается массовой (практически стопроцентной) ежегодной гибелью промысловой рыбы и её молоди во многих замерзающих водоёмах. Иногда зимний замор случается из-за наличия в воде большого количества гуминовых веществ и закиси железа — например на Припяти, Оби и других реках[2].
- Замор рыбы может возникнуть и в жаркий период года (июнь-июль). Причин может быть несколько: во-первых, при повышении температуры воды снижается концентрация растворённого в ней кислорода, во-вторых, повышение температуры воды ведёт к активному размножению зоопланктона. Последнее обычно происходит в небольших стоячих водоёмах, но может произойти и в больших водоёмах при длительном штиле[2]. Кроме того, к массовой гибели рыбы может привести сброс промышленных стоков или поступление болотной воды, содержащей большое количество органических веществ и продуктов гниения, отбирающих в процессе окисления из воды кислород.
- Кроме того, выделяют ночные заморы, являющиеся по сути вариантом летних заморов и обычно наблюдаются в сильно заросших водной растительностью мелководных водоёмах. Связаны с прекращением в тёмное время суток процесса фотосинтеза и значительным потреблением кислорода из воды растениями. Данный вид замора наблюдается под утро и быстро самоликвидируется с восходом солнца.

## Внешние признаки
Снижение концентрации растворённого в воде кислорода ведёт к кислородному голоданию (гипоксии) — рыбы начинают активнее двигаться, метаться. В результате потребность в кислороде у них увеличивается. Если такую рыбу удаётся выловить, то у неё отмечается бледность жабр и слизистой оболочки рта, которая иногда приобретает синюшный или грязно-синюшный оттенок. Глаза становятся мутными. Дыхание учащённое, рот и жаберные крышки открыты. В результате кислородного голодания образуется много недоокисленных продуктов, в том числе и молочной кислоты, концентрация которой в крови и мышцах на момент гибели рыбы достигает 120 мг%.
При осмотре погибшей в результате замора рыбы отмечаются все признаки кислородного голодания: рот широко открыт, жаберные крышки приподняты и сильно оттопырены в стороны, жабры распластаны. Кровь тёмно-вишнёвого цвета, плохо свёртывается.

## Профилактические меры
Основные методы борьбы с замором рыбы — защита водоёма от сброса в него органических и других веществ, поглощающих кислород из воды (например, закисных соединений железа), а также насыщение воды кислородом.